# Canton de Samoëns
Le canton de Samoëns est un ancien canton français, situé dans le département de la Haute-Savoie. Le chef-lieu de canton se trouvait à Samoëns. Il disparait lors du redécoupage cantonal de 2014 et les communes rejoignent le canton de Cluses.

## Histoire administrative
Lors de l'annexion du duché de Savoie à la France révolutionnaire en 1792, une partie de la vallée du Giffre est organisée, en 1793, en canton dont Samoëns est le chef-lieu, au sein du district de Cluses, dans le département du Mont-Blanc,. Ce nouveau canton comptait quatre communes : Morillon ; Samoëns : Sixt et Vallon, avec 5 353 habitants. Avec la réforme de 1800, le canton est maintenu, dans le nouveau département du Léman, dans l'arrondissement communal de Bonneville.
En 1814, puis 1815, le duché de Savoie retourne dans le giron de la maison de Savoie. Le canton français de Samoëns devient dans la nouvelle organisation de 1816 un mandement sarde comprenant quatre communes, au sein de la province du Faucigny. Il n'y a pas de modification majeure du mandement, qui passe cependant à trois communes avec l'absorption de Vallon par la commune de Samoëns, le 22 juin 1811,. En 1837, le mandement reste dans la province du Faucigny, dans la division administrative d'Annecy.
Au lendemain de l'Annexion de 1860, le duché de Savoie est réunis à la France et retrouve une organisation cantonale, au sein du nouveau département de la Haute-Savoie (créé par décret impérial le 15 juin 1860). Le canton de Samoëns est à nouveau créé avec la même organisation que le mandement. Toutefois, le canton passe à quatre communes lorsque Verchaix, détachée de Samoëns, devient indépendante avec le décret du 13 mai 1865 (J.O. du 19 mai 1865).
Par décret du 13 février 2014, le nombre de cantons du département est divisé par deux, avec mise en application aux élections départementales de mars 2015. Les communes du canton de Samoëns rejoignent le canton de Cluses.

## Composition
Le canton de Samoëns regroupait les quatre communes suivantes :
| Nom                 | Code Insee | Intercommunalité           | Superficie (km2) | Population (dernière pop. légale) | Densité (hab./km2) |
| ------------------- | ---------- | -------------------------- | ---------------- | --------------------------------- | ------------------ |
| Samoëns (chef-lieu) | 74258      | CC des Montagnes du Giffre | 97,29            | 2 340 (2014)                      | 24                 |
| Morillon            | 74190      | CC des Montagnes du Giffre | 14,51            | 646 (2014)                        | 45                 |
| Sixt-Fer-à-Cheval   | 74273      | CC des Montagnes du Giffre | 119,07           | 773 (2014)                        | 6,5                |
| Verchaix            | 74294      | CC des Montagnes du Giffre | 15,89            | 692 (2014)                        | 44                 |

## Représentation

### Conseillers généraux de 1861 à 2015
| Période | Période          | Identité                           | Étiquette              | Qualité                                                                                            |
| ------- | ---------------- | ---------------------------------- | ---------------------- | -------------------------------------------------------------------------------------------------- |
| 1861    | 1861 (démission) | Michel Depoisier                   |                        | Médecin - Maire de Samoëns                                                                         |
| 1862    | 1880             | Hippolyte Perret                   | Conservateur           | Membre du Conseil d'État Maire de Samoëns (1871-1872)                                              |
| 1880    | 1897 (décès)     | Léon Orsat                         | Républicain            | Avocat à Bonneville Propriétaire à Ayze Député (1891-1897)                                         |
| 1897    | 1910             | Gustave Orsat (frère du précédent) | Républicain            | Juge de paix puis avoué à Bonneville                                                               |
| 1910    | 1927 (démission) | Polycarpe Pasquier                 | Républicain            | Scieur et négociant en bois à Samoens                                                              |
| 1927    | 1940             | Georges Jay                        | Rad.                   | Géomètre - Maire de Samoëns (1925-1929)                                                            |
|         |                  |                                    |                        | |
| 1942    | 1945             | Louis Mogenet                      |                        | Adjoint au maire de Samoëns Nommé conseiller départemental en 1942                                 |
|         |                  |                                    |                        | |
| 1945    | 1948 (décès)     | Georges Jay                        | Radical-RGR            | Géomètre - Maire de Samoëns (1925-1929)                                                            |
| 1949    | 1955             | François Rannaud                   | MRP                    | Exploitant forestier, marchand de bois; hôtelier et épicier Maire de Sixt-Fer-à-Cheval (1942-1960) |
| 1955    | 1961             | Jean Félix Larroudé (1895-1983)    | DVD                    | Chef de bureau à l'administration centrale des finances, propriétaire à Paris et à Samoëns         |
| 1961    | 1998             | Adelin Malgrand                    | SFIO puis DVG puis UDF | Professeur d'enseignement agricole Maire de Samoëns (1971-1989 et 1995-2001)                       |
| 1998    | 2015             | François Mogenet                   | DVD                    | Maire de Samoëns (1989-1995)                                                                       |

### Conseillers d'arrondissement (de 1861 à 1940)
| Période                                  | Période          | Identité              | Étiquette | Qualité |
| ---------------------------------------- | ---------------- | --------------------- | --------- | --- |
|                                          | 1890 (démission) | M. Riondel            |           | Maire de Samoëns                                                                                            |
|                                          |                  |                       |           | |
|                                          | 1902 (décès)     | M. Rattellier-Parchet |           | |
|                                          |                  |                       |           | |
| av.1937                                  |                  | Joseph Rannaud        | Radical   | Cabaretier, hôtelier, maire de Sixt                                                                         |
| 1940                                     |                  |                       |           | Les conseils d'arrondissement ont été suspendus par la loi du 12 octobre 1940 et n'ont jamais été réactivés |
| Les données manquantes sont à compléter. |                  |                       |           | |

## Démographie
| 1962  | 1968  | 1975  | 1982  | 1990  | 1999  | 2006  | 2011  | 2012  |
| ----- | ----- | ----- | ----- | ----- | ----- | ----- | ----- | ----- |
| 2 777 | 2 768 | 2 876 | 3 212 | 3 682 | 4 085 | 4 287 | 4 358 | 4 365 |